# Luxiaria versiformis
Luxiaria versiformis är en fjärilsart som beskrevs av Louis Beethoven Prout 1925. Luxiaria versiformis ingår i släktet Luxiaria och familjen mätare. Inga underarter finns listade i Catalogue of Life.